# Eleazar de Carvalho
Eleazar de Carvalho (* 28. Juni 1912 in Iguatu, Bundesstaat Ceará; † 12. September 1996 in São Paulo) war ein brasilianischer Komponist und Dirigent.

## Leben

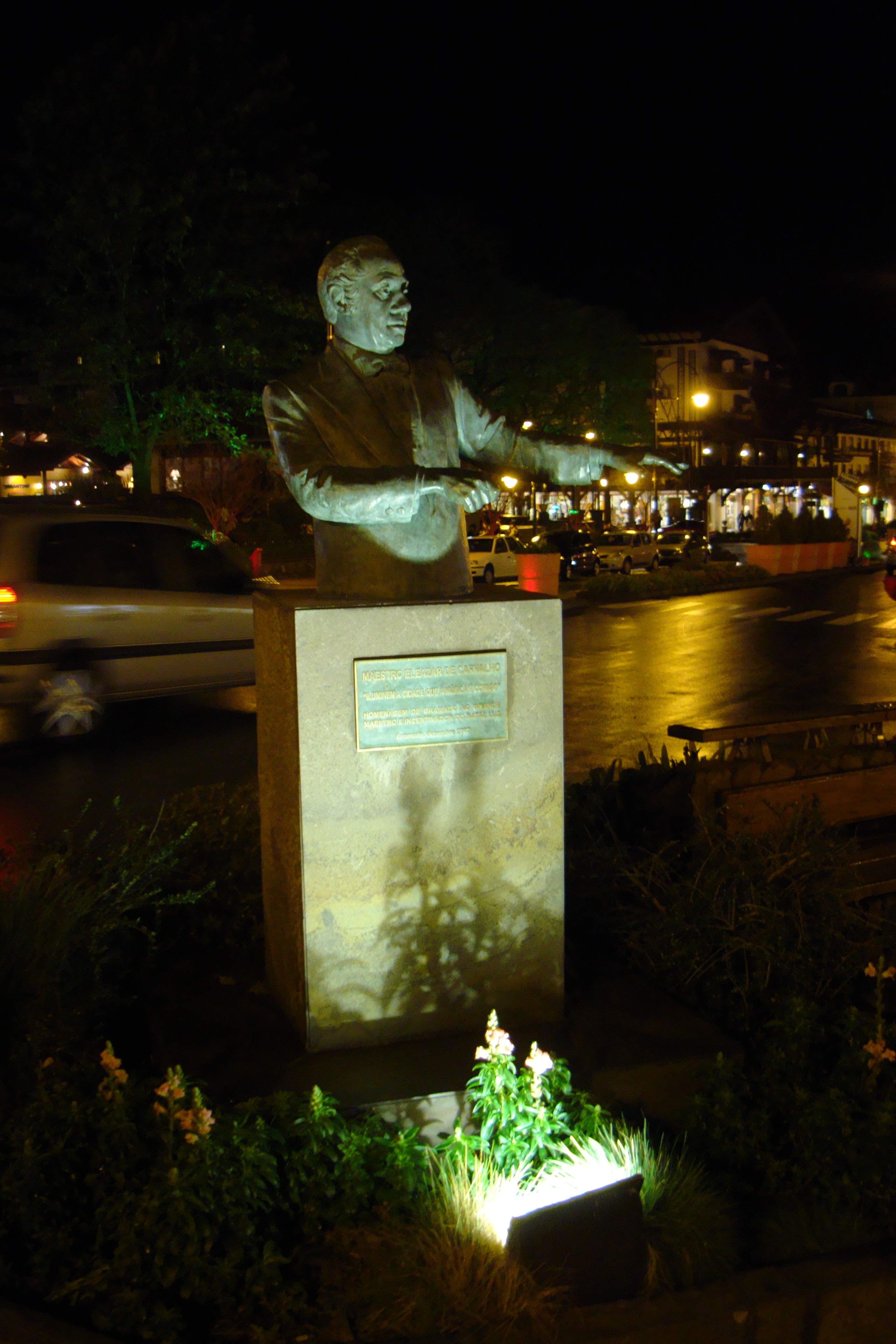
Statue Eleazar de Carvalhos in Gramado

De Carvalho wurde von seinem Vater zur Marineschule geschickt, wo er in verschiedenen Orchestern Tuba spielte. Ab 1928 studierte er Musik in Rio de Janeiro und spielte in der Banda dos Fuzileiros Navais. Später verließ er die Marine, studierte Dirigieren bei Francisco Mignone an der Musikschule von Rio de Janeiro und wurde Assistent von Eugen Szenkar beim Orquestra Sinfônica Brasileira.
1945 ging er in die USA und wurde Schüler von Sergei Kussewizki in Tanglewood. Als dessen Assistent – neben Leonard Bernstein – dirigierte er 1947 zum ersten Mal das Boston Symphony Orchestra. Später vertrat er den erkrankten Charles Munch beim Philadelphia Symphony Orchestra, und 1951, nach dem Tod Kussewizkis, wurde er dessen Nachfolger als Leiter des Berkshire Music Center.
Daneben leitete er zehn Jahre lang das Saint Louis Symphony Orchestra, mit dem er mehr als 1000 Konzerte gab. Nach seinem Weggang von Tanglewood leitete er von 1968 bis 1973 das New Yorker Pro Arte Symphony Orchestra. Seine Lehrtätigkeit setzte er an der Washington University, der Hofstra University, der University of Tampa, der
Juilliard School of Music und der Yale University fort, wo er den Titel eines Professor emeritus bekam. Zu seinen Schülern zählten Dirigenten wie Claudio Abbado, Zubin Mehta, Seiji Ozawa, Gustav Meier, David Wooldridge, Harold Farberman und Charles Dutoit.
Seit den 1940er Jahren war de Carvalho auch international als Dirigent aktiv. Er leitete u. a. die Berliner und Wiener Symphoniker und machte in Europa die Werke brasilianischer Komponisten wie Heitor Villa-Lobos bekannt. Von 1973 bis zu seinem Tode leitete er das Orquestra Sinfônica do Estado de São Paulo.
De Carvalho komponierte neben kammermusikalischen Werken u. a. sinfonische Dichtungen und Opern.